# North Petherwin
 (septembre 2023).
Pour l’article homonyme, voir South Petherwin.
North Petherwin est une paroisse civile et un village des Cornouailles, en Angleterre.